# Franck Berrier
Pour les articles homonymes, voir Berrier.
Franck Berrier, né à Argentan en France le 2 février 1984 et mort le 13 août 2021, est un footballeur français.

## Carrière de joueur

### Débuts en France dans les divisions inférieures
Formé du côté du Stade Malherbe de Caen, Franck Berrier s'affiche vite comme un jeune espoir du club. Il découvre la Ligue 1 en 2004 le temps de deux rencontres. Il n'est ensuite plus jamais rappelé dans le groupe, restant à disposition de l'équipe B en CFA. Désireux de relancer sa carrière, il part en 2005 vers l'ambitieux club de l'AS Beauvais Oise, également en CFA, sous la direction de Bruno Roux.
Il réalise une très bonne saison, s'illustrant à plusieurs reprises et terminant largement champion de son groupe de CFA, l'ASBO devenant la première équipe à dépasser les 100 points dans cette compétition. Lors de la saison 2006-2007, il poursuit avec le club et découvre le championnat de National où il est considéré comme l'une des révélations de la compétition. Il joue la totalité des rencontres et inscrit huit buts, malgré une saison compliquée avec le départ de l'entraîneur qui l'a révélé, Bruno Roux.
La saison suivante, il rejoint l'AS Cannes, marque douze buts en championnat et participe grandement au maintien de l'équipe en National. Malgré tout, c'est une semi-déception puisque le club n'arrive pas à se hisser parmi les prétendants à la montée, ce qui le pousse à vouloir partir.

### La révélation au plus haut niveau belge
Franck Berrier tente alors l'aventure à l'étranger et déménage en Belgique, où il signe en 2008 un contrat de trois ans avec le SV Zulte Waregem. Le meneur de jeu français inscrit quatre buts et distribue seize passes décisives, faisant de lui l'un des meilleurs passeurs de la compétition dès sa première année en Belgique. Dès la fin de saison, la direction du club flamande lui offre alors une prolongation de contrat jusqu'en 2013. Ses bonnes performances avec sa nouvelle équipe attirent l'attention de recruteurs de clubs plus huppés, dont le Standard de Liège et le FC Cologne, mais une grave blessure en mars 2010 le freine dans sa progression.
Malgré sa longue indisponibilité, le Standard de Liège s'attache ses services et lui fait signer un contrat de trois ans le 12 mai 2010. Longtemps écarté des terrains à la suite de sa blessure et de ses rechutes, il ne parvient pas à s'imposer comme titulaire dans l'effectif liégeois. En janvier 2012, son entraîneur, José Riga, lui annonce qu'il ne compte plus sur lui et qu'il peut quitter le club. Il décide alors de retourner à Zulte Waregem, où il s'engage jusqu'en juin 2015.
Le 2 septembre 2013, il est prêté au KV Ostende pour une durée d'un an, avec option d'achat. Le joueur continuera l'aventure avec le club jusqu'en 2018.
Le 10 janvier 2019, Franck Berrier est contraint de mettre un terme à sa carrière pour raisons médicales.

## Reconversion
Malgré sa retraite forcée pour raison médicale, Franck Berrier reste toutefois au FC Malines et occupe un poste dans la cellule de scouting du club[réf. nécessaire].
Le 3 mars 2020, il est nommé entraîneur-adjoint au KV Ostende, où il épaulera le bosnien Adnan Čustović.

## Décès et hommages
Le 13 août 2021, le KV Ostende annonce que Franck Berrier est décédé des suites d'un arrêt cardiaque en faisant du sport, à l'âge de 37 ans.
Le SM Caen et Yohan Eudeline rendent hommage au joueur sur le site du club.
L'AS Beauvais lui rend hommage le 14 août 2021 en marge d'un match de National 2 et déclare sur son site : "C’est avec tristesse et émotion que nous avons appris ce midi le décès de Franck Berrier, ancien joueur de Beauvais. Nous garderons de Franck Berrier l’image d’un meneur de jeu hors pair, à la technique soyeuse et capable de marquer des buts spectaculaires. L’ASBO présente à la famille, aux proches, aux amis et aux fans de Franck ses plus sincères condoléances".
Le KV Ostende lui rend un vibrant hommage le 12 août 2022 avant un match contre Genk

## Palmarès
- champion de CFA en 2006 avec l'AS Beauvais.
- Vainqueur de la Coupe de Belgique en 2011 avec le Standard de Liège.
- Vice-champion de Belgique en 2011 avec le Standard de Liège.
- Vice-champion de Belgique en 2013 avec SV Zulte Waregem.

## Statistiques
| Saison                | Club                  | Championnat           | Championnat | Championnat | Coupe(s) nationale(s) | Coupe(s) nationale(s) | Compétition(s) continentale(s) | Compétition(s) continentale(s) | Compétition(s) continentale(s) | Total | Total |
| Saison                | Club                  | Division              | M.          | B.          | M.                    | B.                    | Comp.                          | M.                             | B.                             | M.    | B.    |
| 2004-2005             | SM Caen               | Ligue 1               | 2           | 0           | 1                     | 0                     | -                              | -                              | -                              | 3     | 0     |
| 2005-2006             | AS Beauvais           | CFA                   | 1           | 2           | 0                     | 0                     | -                              | -                              | -                              | 1     | 2     |
| 2006-2007             | AS Beauvais           | National              | 38          | 7           | 0                     | 0                     | -                              | -                              | -                              | 38    | 7     |
| 2007-2008             | AS Cannes             | National              | 35          | 12          | 0                     | 0                     | -                              | -                              | -                              | 35    | 12    |
| 2008-2009             | SV Zulte Waregem      | Jupiler Pro League    | 30          | 4           | 1                     | 0                     | -                              | -                              | -                              | 31    | 4     |
| 2009-2010             | SV Zulte Waregem      | Jupiler Pro League    | 28          | 4           | 2                     | 0                     | -                              | -                              | -                              | 30    | 4     |
| 2010-2011             | Standard de Liège     | Jupiler Pro League    | 6           | 0           | 3                     | 0                     | -                              | -                              | -                              | 9     | 0     |
| 2011-2012             | Standard de Liège     | Jupiler Pro League    | 7           | 1           | 1                     | 0                     | LE                             | 5                              | 1                              | 13    | 2     |
| 2011-2012             | SV Zulte Waregem      | Jupiler Pro League    | 17          | 1           | 0                     | 0                     | -                              | -                              | -                              | 17    | 1     |
| 2012-2013             | SV Zulte Waregem      | Jupiler Pro League    | 39          | 14          | 3                     | 0                     | -                              | -                              | -                              | 42    | 14    |
| 2013-2014             | SV Zulte Waregem      | Jupiler Pro League    | 5           | 1           | 0                     | 0                     | LC+LE                          | 1+1                            | 0+0                            | 7     | 1     |
| 2013-2014             | KV Ostende            | Jupiler Pro League    | 20          | 0           | 5                     | 1                     | -                              | 0                              | 0                              | 25    | 1     |
| 2014-2015             | KV Ostende            | Jupiler Pro League    | 29          | 3           | 8                     | 0                     | -                              | 0                              | 0                              | 37    | 3     |
| 2015-2016             | KV Ostende            | Jupiler Pro League    | 34          | 3           | 1                     | 0                     | -                              | 0                              | 0                              | 35    | 3     |
| 2016-2017             | KV Ostende            | Jupiler Pro League    | 25          | 4           | 4                     | 1                     | -                              | 0                              | 0                              | 29    | 5     |
| Total sur la carrière | Total sur la carrière | Total sur la carrière | 310         | 55          | 35                    | 3                     | -                              | 7                              | 1                              | 352   | 59    |